# Susanne Uhlen
Susanne Uhlen (Potsdam, 17 janvier 1955) est une actrice allemande. 

## Biographie
Susanne Uhlen est la fille de l'acteur et comédien de doublage Wolfgang Kieling et de l'actrice Gisela Uhlen, la demi-sœur de Florian Martens et Barbara Bertram. Elle a deux fils, l'un de son mariage avec le caméraman Charly Steinberger et l'autre de sa relation avec l'acteur Herbert Herrmann. Elle vit avec son partenaire à Cologne-Rodenkirchen.
Elle a grandi à Berlin-Ouest avec sa mère, elle y termine son enseignement secondaire et a en même temps une formation en danse à l'école de ballet de Tatjana Gsovsky.

### Carrière
Son parcours de comédienne compte d’innombrables rôles dans des téléfilms et séries télévisées telles Siska, Derrick , Le Renard, sans compter de nombreuses séries allemandes moins connues sur le plan international.
Au théâtre , Susanne Uhlen, souvent aux côtés de Herbert Herrmann, joue dans les comédies de boulevard. Elle incarne des rôles principaux au Residenztheater de Munich, au Theater am Kurfürstendamm de Berlln et au Renaissance-Theater. 
En mai 2017, elle annonce qu’elle arrête sa carrière d’actrice .

## Engagement social
Susanne Uhlen est engagée auprès de l’association de lutte contre la pauvreté World Vision Deutschland e. V  et auprès de la Welttierschutz (organisation de protection des animaux sur le plan mondial) .

## Filmographie (sélection)
- 1966: Der Fall Angelika de Rudolf Jugert : Angelika Klandt
- 1967: Till, der Junge von nebenan (série, 4 épisodes): Britta Bertram
- 1968 : Bel-Ami de Helmut Käutner : Laurine
- 1971: Der Kommissar : Lagankes Verwandte : Ulrike Durich
- 1974: Der Kommissar: Mit den Augen eines Mörders : Eva Wechsler
- 1975: Die Stadt im Tal (mini-série 6 épisodes) : Veronika
- 1975: Tatort : Als gestohlen gemeldet : Gigga
- 1975 : Derrick : Vacances à Madère (Madeira) : Kläre Henkel
- 1984 : Derrick : L’ange gardien (Manuels Pfleger) :  Ingrid Moorhoff
- 1985 : Derrick : La main de Dieu (Schwester Hilde) : Anita Henk
- 1990 : Derrick : Paix intérieure (Kein Ende in Wohlgefallen) : Thea Grogau
- 1995 : Derrick : La vérité (Mitternachtssolo) : Inge Prasko
- 1998 : Derrick : Drôle d’oiseau (Mama Kaputtke) : Herta Reuter
- 1977: Le Renard : Die Dienstreise : Katja Ewers
- 1979: Le Renard : Nach Kanada : Dora Schüller
- 1981: Le Renard : Der Gärtner : Angelika
- 1981: Tatort : Katz und Mäuse : Sophie
- 1983 : Nesthäkchen (six épisodes) : Lena
- 1987: Hexenschuß de Franz Josef Gottlieb : Milly Hansen
- 1987: Tatort : Blindflug : Aníta Brückner
- 1987 : Le Renard : Ultimo : Susanne Kosak
- 1987–1990: Das Erbe der Guldenburgs (36 épisodes) : Kitty Balbeck
- 1987: Un cas pour deux :  Zorek muß schießen : Claudia Wendorf
- 1988 : Un cas pour deux : Die einzige Chance : Hanni Reinhold
- 1991 : Le Renard : Der Geburtstag der alten Dame : Petra Bruckner
- 1991–1992: Der Hausgeist (21 épisodes) : Henriette von Sydeck
- 1995 : Le Renard : Am hellichten Tage : Anne Bergholz
- 1995 : Le Renard : Das Orakel : Nora Branken

- 1996: Tatort : Freitagsmörder : Erni Sicarius
- 1997 : Le Renard : Der Scherbenhaufen : Jana Gerber
- 1998 : Le Renard : Tödliches Dreieck : Marianne Kenat
- 1999 : Le Renard : Mörderische Vergangenheit : Diana Lasker
- 1999 : Siska : Leonardos Geheimnis : Monika Freese
- 1999 : Siska : Der Zeuge : Marianne Goldberg
- 1999 : Un cas pour deux : Der Zweite Tod : Ines Häusler
- 2000 : Un cas pour deux : Gott ist mein Zeuge : La procureure
- 2000 : Le Renard : Tod eines Spielers : Britta Kant
- 2002 : Le Renard : Die Rache ist mein : Lilo Brandes
- 2002 : Siska : Eine riskante Beziehung : Karin Hachmann
- 2003 : Le Renard : Es ist alles vorbei : Viola Karen
- 2005 : Siska : Zellers letzter Auftrag : Edda Carlsberg
- 2006 : Siska : Liebe vor dem Tod: Erika Hassfeld
- 2008: Inga Lindström: Sommer in Norrsunda: Helena Bergmann
- 2008 : Amour de vacances de Thomas Herrmann: Helena Bergmann
- 2015: Inga Lindström: Die Kinder meiner Schwester: Viveca Larsson

## Distinctions
Elle remporte en 1980 le Großer Hersfeld-Preis.